# Ichneumon vestigator
Ichneumon vestigator là một loài tò vò trong họ Ichneumonidae.